# 銀行簿記
銀行簿記（ぎんこうぼき）は、銀行業で用いられる複式簿記のことである。

## 特徴
- 現金式仕訳法・伝票制度の採用
- 合計残高試算表を毎営業日作成する
- 預金は銀行にとって負債である

預金者の求めに応じて払い出さねばならない。このことから郵便貯金の流れを汲むゆうちょ銀行及び一部銀行以外の銀行の預金通帳は、払出（銀行にとっての負債の減少）が借方、預入（銀行にとっての負債の増加）が貸方に記入される形式となっている。